# هيب هوب ساخر
الهيب هوب الساخر ويعرف أيضا بميم راب (بالإنجليزية: meme rap)‏ هو نوع فرعي من موسيقى الهيب هوب يؤدى بطريقة تهكمية، ساخرة، أو على سبيل الهزل.